# Padusan
Padusan is een bestuurslaag in het regentschap Mojokerto van de provincie Oost-Java, Indonesië. Padusan telt 1450 inwoners (volkstelling 2010).